# Representación (matemáticas)
En matemáticas, una representación es una relación general que expresa similitudes (o equivalencias) entre objetos o estructuras matemáticas. En términos generales, una colección Y de objetos matemáticos representa otra colección X de objetos, siempre que las propiedades y relaciones existentes entre los objetos representativos yi se conforman, de alguna manera consistente, a las que existen entre los correspondientes objetos representados xi. Más específicamente, dado un conjunto Π de propiedades y relaciones, una Π-representación de alguna estructura X es una estructura Y que es la imagen de X bajo un homomorfismo que preserva Π. La etiqueta representación a veces también se aplica al propio homomorfismo (como el homomorfismo de grupo en la teoría de grupos ).  
Quizá el ejemplo mejor desarrollado de esta noción general sea el subcampo del álgebra abstracta llamado teoría de la representación, que estudia la representación de elementos de estructuras algebraicas mediante transformaciones lineales de espacios vectoriales.

## Otros ejemplos
Aunque el término teoría de la representación está bien establecido en el sentido algebraico analizado anteriormente, existen muchos otros usos del término representación en todas las matemáticas.

### Teoría de grafos
Un área activa de la teoría de grafos es la exploración de isomorfismos entre grafos y otras estructuras. Una clase clave de tales problemas surge del hecho de que, al igual que la adyacencia en gráficos no dirigidos, la intersección de conjuntos (o, más precisamente, la no disjunción) es una relación simétrica. Esto da origen al estudio de gráficos de intersección para innumerables familias de conjuntos. Un resultado fundamental, debido a Paul Erdős y sus colegas, es que cada gráfico de n vértices se puede representar en términos de intersecciones entre subconjuntos de un conjunto de tamaño no mayor que n2/4.
Representar a un gráfico mediante estructuras algebraicas como su matriz de adyacencia y la matriz laplaciana da lugar al campo de la teoría de grafos espectrales.

### Teoría del orden
Dual a la observación anterior de que cada gráfico es un gráfico de intersección es el hecho de que cada conjunto parcialmente ordenado (también conocido como poset) es isomorfo a una colección de conjuntos ordenados por la relación de inclusión (o contención) ⊆. Algunos posets que surgen como órdenes de inclusión para clases naturales de objetos incluyen las redes booleanas y los órdenes de dimensión n . 
Muchos órdenes parciales surgen de (y, por tanto, pueden ser representados mediante) colecciones de objetos geométricos. Entre ellos se encuentran las órdenes de n-esfera. Los órdenes de 1-bola son las órdenes de contención de intervalo, y las órdenes de 2-bolas son los llamados órdenes circulares, los posets representables en términos de contención entre discos en el plano. Un resultado particularmente bello en este campo es la caracterización de los gráficos planos, como aquellos gráficos cuyas relaciones de incidencia vértice-arista son de orden circular.
También hay representaciones geométricas que no se basan en la inclusión. De hecho, una de las clases mejor estudiadas son los órdenes de intervalo,  que representan el orden parcial en términos de lo que podría llamarse precedencia disjunta de intervalos en la recta real: cada elemento x del poset está representado por un intervalo [x1, x2], de modo que para cualquier y y z en el poset, y está por debajo de z si y solo si y2 < z1.

### Lógica
En lógica, la representabilidad de las álgebras como estructuras relacionales se utiliza a menudo para demostrar la equivalencia de la semántica algebraica y relacional . Ejemplos de esto incluyen la representación de Stone de álgebras de Boole como campos de conjuntos, la representación de Esakia de álgebras de Heyting como álgebras de Heyting de conjuntos, y el estudio de álgebras de relaciones representables y álgebras cilíndricas representables. 

### Polisemia
En determinadas circunstancias, una sola función f : X → Y es a la vez un isomorfismo de varias estructuras matemáticas en X . Dado que cada una de esas estructuras puede considerarse, intuitivamente, como un significado de la imagen Y (una de las cosas que Y intenta decirnos), este fenómeno se llama polisemia, un término tomado de la lingüística. Algunos ejemplos de polisemia incluyen:
- Polisemia de intersección: pares de gráficos G1 y G2 en un conjunto de vértices común V pueden ser representados simultáneamente por una única colección de conjuntos Sv, de manera que cualquier vértice distinto u y w en V son adyacentes en G1, si y sólo si sus conjuntos correspondientes se cruzan (Su ∩ Sw ≠ Ø), y son adyacentes en G2 si y solo si los complementos lo hacen (SuC ∩ SwC ≠ Ø).[13]

- Polisemia de competencia: motivada por el estudio de las redes alimentarias ecológicas, en las que pares de especies pueden tener presas en común o tener depredadores en común. Un par de gráficos G1 y G2 en un conjunto de vértices es polisémico de competencia, si y sólo si existe un único gráfico dirigido D en el mismo conjunto de vértices, tal que cualquier vértice distinto u y v sean adyacentes en G1, si y sólo si hay un vértice w tal que tanto uw y vw sean arcos en D y sean adyacentes en G 2, si y sólo si hay un vértice w tal que tanto wu como wv sean arcos en D.[14]

- Polisemia de intervalos : pares de posets P1 y P2 en un conjunto común que puede ser representado simultáneamente mediante una única colección de intervalos reales, cual es una representación de orden de intervalo de P1 y una representación de contención de intervalo de P2.[15]